# Tragic Serenades
Tragic Serenades – trzeci minialbum szwajcarskiego metalowego zespołu Celtic Frost, wydany w 1986 przez wytwórnię Noise Records. 
Materiał na płytę został nagrany i opracowany w marcu 1986 w studiu Musiclab w Berlinie. 
Płyta zawiera nowe wersje nagranych już wcześniej utworów. The Usurper i Jewel Throne pochodzą z albumu To Mega Therion (1985), kompozycja Return to the Eve była umieszczona na debiutanckiej EP-ce Morbid Tales (1984). Według frontmana Celtic Frost Toma G. Warriora (właśc. Thomas Gabriel Fischer) celem nowego nagrania było włączenie linii basu Martina Erika Aina oraz ulepszenie oryginalnej produkcji utworów dokonanej przez Horsta Müllera: "Byliśmy bardzo niezadowoleni z brzmienia albumu [To Mega Therion] i mieliśmy sporo problemów z producentem. Poprosiliśmy wytwórnię o zremiksowanie całego albumu, ale odmówili, ponieważ było to zbyt drogie. Powiedzieli, że moglibyśmy zremiksować trzy utwory na jedną EP-kę, ale to wszystko. Zremiksowaliśmy więc te trzy utwory (...). I oczywiście brzmiały znacznie lepiej".
Jakość nagrania rzeczywiście jest lepsza, instrumenty i wokale lepiej słyszalne, całość przejrzystsza i potężniejsza. Jednak zmiana nie jest na tyle wyraźna, by mówić o nowej jakości. Wielu fanów, znajdujących na poprzednich płytach Celtic Frost wzór blackmetalowej doskonałości (dźwięk nieoczyszczony, "brudny", efekt pogłosu), nie rozumiało sensu ponownego nagrywania tych samych utworów: "Mogę podziwiać nostalgiczny urok płyty, ale po prostu nie widzę dla niej żadnego ostatecznego celu, skoro mam już Morbid Tales i To Mega Therion".
Mimo to minialbum jest uważany za ważny dla rozwoju stawiających pierwsze kroki gatunków black metal oraz death metal. Kompozycje stały się źródłem inspiracji dla wielu zespołów, m.in. dla norweskiego blackmetalowego zespołu 1349, który nagrał własną interpretację utworu The Usurper (minialbum 1349, wydany w 2001). 
We fragmencie Return to the Eve słychać głos Claudii-Marii Mokri, z którą zespół współpracował także na kolejnej płycie, Into the Pandemonium z 1987.

## Lista utworów
1. The Usurper – 3:26
2. Jewel Throne – 4:03
3. Return to the Eve – 4:10

## Twórcy
- Tom G. Warrior – gitara, wokal
- Martin E. Ain (zm. 2017) – gitara basowa
- Reed St. Mark – perkusja